# Gondysia similis
Gondysia similis, tên cũ là Dysgonia similis) là một loài bướm đêm thuộc họ Erebidae. Nó được tìm thấy ở Bắc Mỹ, từ North Carolina tới Mississippi và Florida. The food plant occurs ở Alabama và Mississippi và loài bướm này cũng có thể phân bố.

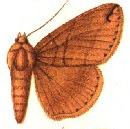
Hình minh họa

Sải cánh dài khoảng 37 mm. There are three hoặc more generations in North Carolina con trưởng thành bay từ tháng 4 đến tháng 9.
Ấu trùng ăn Gordonia lasianthus.